# Замыкающиеся черепахи
Замыкающиеся черепахи (лат. Kinosternon) — род иловых черепах.
Род включает около 17 видов пресноводных черепах, обитающих в Северной и Южной Америках.

## Виды
- Kinosternon acutum — остроносая замыкающаяся черепаха
- Kinosternon alamosae
- Kinosternon angustipons — карибская черепаха
- Kinosternon baurii — полосатая черепаха
- Kinosternon chimalhuaca
- Kinosternon creaseri — иловая черепаха Крейзера
- Kinosternon cruentatum — иловая, или трёхкилевая замыкающаяся, черепаха
- Kinosternon dunni — иловая черепаха Данна
- Kinosternon flavescens — жёлтая замыкающаяся черепаха
- Kinosternon herrerai — веракрусская замыкающаяся черепаха
- Kinosternon hirtipes — мексиканская замыкающаяся черепаха
- Kinosternon integrum — оахакская замыкающаяся черепаха
- Kinosternon leucostomum — белоротая замыкающаяся черепаха
- Kinosternon oaxacae
- Kinosternon scorpioides — скорпионовая черепаха
- Kinosternon sonoriense — сонорская замыкающаяся черепаха
- Kinosternon spurrelli — колумбийская замыкающаяся черепаха
- Kinosternon subrubrum — пенсильванская, или красноватая иловая, черепаха
- † Kinosternon pojoaque[1]